# (Haru)
(Haru) ((ハル)?) è un film del 1996 scritto e diretto da Yoshimitsu Morita.

## Trama
Noburu Hayami è un ragazzo che scrive in un forum su internet usando il nome utente "Haru"; tra i suoi amici virtuali con cui ama maggiormente relazionarsi è presente "Hoshi". Dato che Noburu pensa che "Hoshi" sia un maschio, arriva a parlargli della relazione che ha con la sua fidanzata e di quello che lo fa soffrire; in realtà, la persona al di là dello schermo è Mitsue Fujima, una ragazza che si è creata un profilo maschile per evitare di essere abbordata.

## Distribuzione
In Giappone la pellicola è stata distribuita a livello nazionale dalla Toho, a partire dal 9 marzo 1996.